# Ormosia absaroka
Ormosia absaroka là một loài ruồi trong họ Limoniidae. Chúng phân bố ở miền Tân bắc.